# Zimske olimpijske igre 1960
Zimske olimpijske igre 1960 (uradno VIII. zimske olimpijske igre) so bile zimske olimpijske igre, ki so potekale leta 1960 v Squaw Valleyju, Kalifornija, ZDA. Druge gostiteljske kandidatke so bile: Innsbruck, Avstrija; St. Moritz, Švica in Garmisch-Partenkirchen, Nemčija.